# Karl-Heinz Schoenfeld
Karl-Heinz Schoenfeld (* 1928 in Oranienburg) ist ein deutscher Karikaturist.

## Leben
Karl-Heinz Schoenfeld wurde 1928 in Oranienburg geboren. Nach dem Abitur machte er eine Ausbildung bei Zeiss Ikon in Berlin. Nach Kriegsende Studium der Malerei an der Hochschule der Bildenden Künste in Berlin (heute UdK) unter Carl Hofer und Max Pechstein. Danach 4 Semester am Institut für Pressezeichnen.
Erste Sporen mit Zeichnungen für Kinder- und Jugendbücher. Kurzes Intermezzo – 1947 – bei der "Jungen Welt", Ostberlin.
Weitere Stationen: BZ und Berliner Morgenpost – Ullstein Verlag Berlin, die amerikanische Neue Zeitung, Berlin, Tagesspiegel, Berlin, Basler Nationalzeitung, Basel, Wiener Forum, Wien.
1961 bis 1974 unter Hagen und Boenisch Stamm-Zeichner der BILD Hamburg. 1975 bis 2009 Hauskarikaturist des Hamburger Abendblatt. 1980 bis 1987 NDR-Satiresendung "Schlussstrich", 1994 bis Ende 2001 DPA-Tochter News Aktuell, Hamburg.
Karl-Heinz Schoenfeld ist verheiratet, lebt und arbeitet heute in Potsdam.

## Bücher
Schoenfeld war Autor zahlreicher Karikaturenbände:
- Zeiten sind das, Staneck-Verlag 1967
- Das kleine Karakiri, Weymann-Bauer-Verlag 1993
- Die Frau in der politischen Karikatur, Verlag der TU Berlin 2008

Oft auch in Zusammenarbeit mit anderen Autoren:
- Der Kalte Krieg und die Berliner Mauer, Verlag der TU Berlin 2011
- Sammelbände (7) Die Karikaturen des Jahres 1990–1998, zusammengefasst von Klaus Bresser[3]

## Ausstellungen
- 1954: Rathaus Schöneberg
- 1957: Bordighera/Italien mit Auszeichnung
- 1958: The Great Challenge London
- 1970: Galerie Mensch Hamburg
- 1977: Berlin Cartoon 77
- 1979: Montreal mit Auszeichnung
- 1980: Parlament Schleswig-Holstein Kiel
- 1985: Rathaus Ahrensburg mit dem NDR
- 1989: Europäische Akademie Berlin
- 1990: Stadtmuseum Güstrow – 1. Ausstellung in der DDR
- 1992: Tokio mit Auszeichnung
- 1995: Borghetto Santo Spirito/Ligurien – Municipio
- 1996: Stella Halle Axel Springer Verlag Hamburg
- 1998: Handwerkskammer Düsseldorf mit Auszeichnung
- 1998: Universität Amsterdam
- 1999: Castello Garetto Garlenda/Ligurien
- 2003: Landratsamt Oranienburg
- 2004: Bahnhofspassagen Potsdam „50 Jahre spitze Feder“
- 2008: EKD am Gendarmenmarkt Berlin
- 2009: Friedliche Revolution 1989 am Alexanderplatz – Havemann-Gesellschaft
- 2011: Schloss Oranienburg – „Karikaturen aus den Jahren 1949 bis 1990“
- 2012:  Dreharbeiten zu dem Film "Die Banklady"
- 2013:  Bürgerhaus Schmachtenhagen/Oberhavel
- 2016:  Schloss Oranienburg
- 2017:  Potsdam Museum "Im Güldenen Arm"
- 2018:  Cartoonmuseum Brandenburg in Luckau

## Auszeichnungen
- 1999: Deutscher Preis für die politische Karikatur: 1. Platz
- 2001: Deutscher Preis für die politische Karikatur: Förderpreis